# نمدار ۱۲۲۹
سیارک ۱۲۲۹ (به انگلیسی: 1229 Tilia، نامگذاری:1931TP1) هزار و دویست و بیست و نهمین سیارک کشف شده‌است که در ۹ اکتبر ۱۹۳۱ و در هایدلبرگ کشف شد.
قدر مطلق سیارک برابر ۱۱٫۱۰ است.